# Valpalmas
Valpalmas község Spanyolországban,  Zaragoza tartományban. Valpalmas Luna, Ardisa, Puendeluna és Piedratajada községekkel határos. Lakosainak száma 126 fő (2024).

## Népesség
A település népessége az utóbbi években az alábbiak szerint változott:
| Lakosok száma | 189  | 168  | 166  | 160  | 161  | 144  | 135  | 140  | 134  | 126  |
|               | 2001 | 2004 | 2007 | 2009 | 2012 | 2014 | 2017 | 2019 | 2022 | 2024 |